# Llorente (ort i Costa Rica)
Llorente är en ort i Costa Rica.   Den ligger i provinsen Heredia, i den centrala delen av landet, 11 km nordväst om huvudstaden San José. Llorente ligger 1 041 meter över havet och antalet invånare är 6 626.
Terrängen runt Llorente är kuperad norrut, men söderut är den platt. Runt Llorente är det mycket tätbefolkat, med 2 431 invånare per kvadratkilometer. Närmaste större samhälle är San José, 10,6 km sydost om Llorente. Runt Llorente är det i huvudsak tätbebyggt.